# Campeonato Sub-15 de la Concacaf de 2017
El Campeonato Sub-15 de la Concacaf de 2017 será la segunda edición y se llevó a cabo en agosto del año 2017 en Estados Unidos.

## Equipos participantes
| Equipos participantes | Equipos participantes | Equipos participantes | Equipos participantes |
| --------------------- | --------------------- | --------------------- | --------------------- |
| Canadá                | Estados Unidos        | Jamaica               | Honduras              |
| Costa Rica            | México                | Panamá                | Trinidad y Tobago     |

## Estadios
Todos los partidos se llevaron a cabo en el IMG Academy de Bradenton, Estados Unidos.

## Formato
Se disputará en dos rondas. Para la fase de grupos de la primera ronda, los 42 equipos participantes se dividieron en tres divisiones, de acuerdo al Ranking Sub-17 Masculino de Concacaf de 2019, lo que garantiza el equilibrio deportivo y mínimo cuatro partidos para cada equipo.
Cada partido durará 70 minutos, que comprende dos períodos de 35 minutos con un intervalo de 10 minutos entre ellos. En el juego de campeonato, si el puntaje está empatado al final del tiempo reglamentario, se jugarán dos períodos de tiempo extra de 10 minutos. Si el puntaje sigue empatado al final del tiempo extra, se realizará una tanda de penales para determinar el ganador. [3]
En la División 1, los ocho equipos se dividen en dos grupos de cuatro. Después de la fase de grupos, los dos mejores equipos de cada grupo avanzan a las semifinales, donde los ganadores avanzan a la final, mientras que los equipos restantes juegan en un partido de clasificación de la ronda final dependiendo de su posición.
En la División 2, los 15 equipos se dividen en tres grupos de cuatro y un grupo de tres. Después de la fase de grupos, cada equipo juega en un partido de clasificación de la ronda final dependiendo de su posición (excepto el equipo del cuarto lugar del Grupo F).
En la División 3, los 16 equipos se dividen en cuatro grupos de cuatro. Después de la fase de grupos, cada equipo juega en un partido de clasificación de la ronda final dependiendo de su posición.

## Primera Fase

### Grupo A
| Equipo   | Pts | PJ | PG | PE | PP | GF | GC | Dif |
| -------- | --- | -- | -- | -- | -- | -- | -- | --- |
| México   | 9   | 3  | 3  | 0  | 0  | 10 | 0  | 10  |
| Panamá   | 6   | 3  | 2  | 0  | 1  | 2  | 4  | -2  |
| Honduras | 3   | 3  | 1  | 0  | 2  | 5  | 6  | -1  |
| Jamaica  | 0   | 3  | 0  | 0  | 3  | 0  | 7  | -7  |

| 13 de agosto de 2017, 10:00 | México | 5:0 (1:0) | Honduras |  |  |

| 13 de agosto de 2017, 12:30 | Jamaica | 0:1 (0:1) | Panamá |  |  |

| 14 de agosto de 2017, 10:00 | México | 4:0 (2:0) | Panamá |  |  |

| 14 de agosto de 2017, 12:30 | Honduras | 5:0 (3:0) | Jamaica |  |  |

| 16 de agosto de 2017, 10:00 | Jamaica | 0:1 (0:0) | México |  |  |

| 16 de agosto de 2017, 12:30 | Panamá | 1:0 (0:0) | Honduras |  |  |

### Grupo B
| Equipo            | Pts | PJ | PG | PE | PP | GF | GC | Dif |
| ----------------- | --- | -- | -- | -- | -- | -- | -- | --- |
| Estados Unidos    | 9   | 3  | 3  | 0  | 0  | 12 | 1  | 5   |
| Canadá            | 6   | 3  | 2  | 0  | 1  | 6  | 2  | 4   |
| Costa Rica        | 3   | 3  | 1  | 0  | 2  | 5  | 7  | -2  |
| Trinidad y Tobago | 0   | 3  | 0  | 0  | 3  | 0  | 10 | -10 |

| 13 de agosto de 2017, 9:00 | Estados Unidos | 2:0 | Canadá |  |  |

| 13 de agosto de 2017, 11:00 | Costa Rica | 4:0 | Trinidad y Tobago |  |  |

| 14 de agosto de 2017, 9:00 | Canadá | 3:0 | Costa Rica |  |  |

| 14 de agosto de 2017, 11:00 | Trinidad y Tobago | 0:6 | Estados Unidos |  |  |

| 16 de agosto de 2017, 9:00 | Costa Rica | 1:4 | Estados Unidos |  |  |

| 16 de agosto de 2017, 11:00 | Trinidad y Tobago | 0:3 | Canadá |  |  |

## Fase final

### Partido por el Séptimo lugar
| 17 de agosto de 2017, 12:30 | Jamaica | 1:0 (0:0) | Trinidad y Tobago |  |  |

### Partido por el Quinto lugar
| 17 de agosto de 2017, 12:30 | Honduras | 1:2 (1:0) | Costa Rica |  |  |

### Semifinales
| 17 de agosto de 2017, 12:30 | México | 3:0 (1:0) | Canadá |  |  |

| 17 de agosto de 2017, 12:30 | Estados Unidos | 3:0 (1:0) | Panamá |  |  |

### Partido por el Tercer lugar
| 18 de agosto de 2017, 12:30 | Canadá | 2:1 (0:1) | Panamá |  |  |

### Final
| 19 de agosto de 2017, 12:30 | Estados Unidos | 0:2 (0:0) | México |  |  |

| Brasil                     |
| Campeón México 1.er título |